# Дієнч
Дієнч (рум. Dienci) — село у повіті Олт в Румунії. Входить до складу комуни Вултурешть.
Село розташоване на відстані 142 км на захід від Бухареста, 36 км на північ від Слатіни, 64 км на північний схід від Крайови, 140 км на південний захід від Брашова.

## Населення
За даними перепису населення 2002 року у селі проживали 658 осіб, усі — румуни. Усі жителі села рідною мовою назвали румунську.